# カラマーニャ・ピエモンテ
カラマーニャ・ピエモンテ（伊: Caramagna Piemonte）は、イタリア共和国ピエモンテ州クーネオ県にある基礎自治体（コムーネ）。

## 地理

### 位置・広がり

#### 隣接コムーネ
隣接するコムーネは以下の通り。括弧内のTOはトリノ県所属を示す。
- カルマニョーラ (TO)
- ラッコニージ
- ソンマリーヴァ・デル・ボスコ

## 行政

### 分離集落
カラマーニャ・ピエモンテには、以下の分離集落（フラツィオーネ）がある。
- Caporali, Gangaglietti, Gabrielassi, Tetti Sotto, Tre Ponti